# Bombardeo de Bardá
El bombardeo de Bardá (en azerí: Bərdəyə roket hücumları) fueron una serie de tres ataques aéreos contra el raión de Bardá, siendo los objetivos Bardá y las aldeas Airiya y Carayusifli, en Azerbaiyán durante la segunda guerra del Alto Karabaj. Los ataques involucraron misiles BM-30 Smerch con ojivas de racimo y resultaron en 27 muertes de civiles.
El primer ataque tuvo lugar el 27 de octubre y mató a 5 civiles e hirió a 13 más. Al día siguiente, el 28 de octubre, varios misiles impactaron en Bardá. En el ataque murieron 21 civiles, incluido un voluntario de la Media Luna Roja, y 60 más resultaron heridos. Fue el ataque más mortífero contra civiles y el peor número de civiles muertos durante la guerra. El 7 de noviembre, las fuerzas armenias dispararon un cohete contra la aldea de Airiya y mataron a un niño de 16 años.
Azerbaiyán acusó a Armenia de los ataques y afirmó que se habían utilizado municiones en racimo contra civiles. Human Rights Watch y Amnesty International verificaron el uso de municiones en racimo por parte de Armenia. Afirmaron: "El disparo de municiones en racimo en áreas civiles es cruel e imprudente, y causa innumerables muertes, heridas y miseria". Armenia negó toda responsabilidad. A pesar de esto, la República de Artsaj no reconocida admitió la responsabilidad de los ataques, pero declaró que había tenido como objetivo instalaciones militares.

## Fondo
El 27 de septiembre de 2020, estallaron enfrentamientos en la disputada región de Alto Karabaj. La región está mayoritariamente controlada de facto por Artsakh, pero de iure es parte de Azerbaiyán. Bardá tiene una población de 40.000 personas.  Está situado a unos 20 kilómetros al noreste de la antigua Línea de Contacto de Alto Karabaj.
Las conversaciones trilaterales sobre el conflicto entre los ministros de Relaciones Exteriores de Rusia, Armenia y Azerbaiyán comenzaron el 9 de octubre de 2020 en Moscú. Serguéi Lavrov, Zohrab Mnatsakanyan y Jeyhun Bayramov participaron en las conversaciones. Lavrov emitió una declaración conjunta tras diez horas de conversaciones que finalizaron a las 03:00 hora local, confirmando que un alto el fuego humanitario entraría en vigor al mediodía. Minutos después de que comenzara la tregua, las dos partes se culparon mutuamente por violar el alto el fuego.
Desde el 4 de octubre, la segunda ciudad más grande de Azerbaiyán, Ganyá, había sido alcanzada cuatro veces por misiles armenios y Artsaj. Los ataques resultaron en la muerte de 25 civiles y 125 más resultaron heridos. El 8 de octubre, el Ministerio de Defensa de Azerbaiyán informó que el distrito de Bardá fue bombardeado por un lanzamisiles OTR-21 Tochka.
El 26 de octubre, Estados Unidos anunció que ambas partes habían acordado un alto el fuego humanitario desde la mañana del 26 de octubre, pero fue violado minutos después de entrar en vigor, acusándose mutuamente de romperlo.

## Ataques

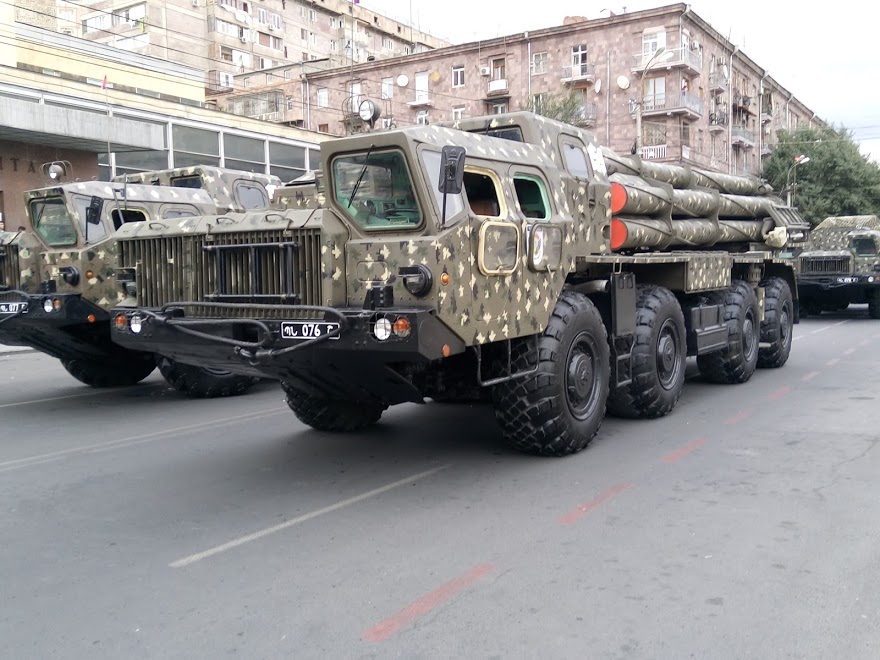
rightUn lanzacohetes armenio BM-30 Smerch en 2017.

El primer ataque tuvo lugar el 27 de octubre en la aldea de Carayusifli. Como resultado de los ataques, 5 civiles murieron y otros 15 resultaron heridos. Los ataques involucraron misiles de racimo de un lanzacohetes múltiple BM-30 Smerch. Human Rights Watch observó daños importantes en 12 casas de la zona.
El segundo ataque del 28 de octubre ocurrió alrededor de las 13:00 hora local. El ataque involucró misiles en racimo que alcanzaron áreas urbanas densamente pobladas con instalaciones comerciales, lo que Amnesty International y Human Rights Watch confirmaron. Como resultado, 21 civiles murieron y más de 70 resultaron heridos. Entre los muertos, se encontraba un voluntario de la Media Luna Roja de 39 años, mientras que otros dos voluntarios resultaron heridos. Las instalaciones de la infraestructura civil y los vehículos sufrieron graves daños, incluido el Centro de Tratamiento y Diagnóstico de Bardá, la oficina del Servicio Estatal de Migración. Según Azerbaiyán, el segundo ataque también involucró un BM-30 Smerch con una ojiva de racimo equipada con ojivas de fragmentación de 72–144 piezas en total. Azerbaiyán acusó a Armenia de los ataques, a los que negó toda responsabilidad, mientras que Amnesty International y Human Rights Watch también afirmaron que fue Armenia quien llevó a cabo el ataque. Mientras tanto, la república separatista no reconocida de Artsaj admitió ser responsable del segundo ataque, pero declaró que había tenido como objetivo instalaciones militares. El equipo de informes del New York Times fue atrapado en un ataque con cohetes armenios conduciendo por la calle principal de Bardá.
El tercer ataque el 7 de noviembre ocurrió en la aldea de Airiya. Según un informe de Human Rights Watch, las fuerzas armenias dispararon un cohete que alcanzó un campo agrícola cerca de la aldea y mató a un niño de 16 años mientras jugaba con otros niños. Las autoridades azerbaiyanas declararon que habían identificado la munición como un cohete 9M528 Smerch, que porta una ojiva que produce un efecto de explosión y fragmentación. HRW informó que los investigadores no observaron ningún objetivo militar en el área.

## Respuesta de Azerbaiyán
Poco después de los ataques, el Ministerio de Defensa de Azerbaiyán publicó imágenes de drones. Azerbaiyán afirma haber tomado represalias por los ataques, especialmente contra la mano de obra armenia, en lugar del equipo como se mostró anteriormente.
El puesto de tiro del lanzador BM-30 Smerch implicado en los ataques fue identificado por el ejército azerbaiyano y el 29 de octubre fue destruido. El 30 de octubre, el Ministerio de Defensa de Azerbaiyán anunció la destrucción de otros dos lanzadores Smerch que habían apuntado a Barda y Tartar.

## Reacciones
En Azerbaiyán, los ataques fueron condenados enérgicamente. La Administración presidencial del país calificó el primer ataque como un "nuevo acto de genocidio contra el pueblo azerbaiyano", mientras que la defensora del Pueblo de Azerbaiyán, Sabina Aliyeva, calificó el segundo ataque como un "acto terrorista contra civiles". El presidente de Azerbaiyán, Ilham Aliyev, prometió una respuesta adecuada a los ataques. Además, la vicepresidenta de Azerbaiyán, Mehriban Aliyeva, declaró que los ataques fueron bárbaros y expresó sus condolencias. El Ministerio de Relaciones Exteriores de Azerbaiyán calificó los ataques de "crímenes de lesa humanidad".
A escala internacional, los ataques fueron condenados por Turquía y Pakistán, las embajadas de Irán, Francia y Kazajistán en Azerbaiyán, el político iraní Hassan Ameli y el Consejo Turco.
Marie Struthers, directora regional de Amnesty International para Europa del Este y Asia Central, afirmó que "el disparo de municiones en racimo contra zonas civiles es cruel e imprudente, y causa innumerables muertes, heridas y miseria". Del mismo modo, Human Rights Watch publicó un informe sobre el ataque, confirmando el uso de municiones en racimo y pidió a Armenia que dejara de usar armas prohibidas.